# Não para não
Não para não è il secondo album in studio del cantante brasiliano Pabllo Vittar, pubblicato il 4 ottobre 2018 su etichetta Sony Music Brasil.

## Tracce
1. Buzina – 2:17 (Pabllo Vittar, Zebu, Arthur Marques, Rodrigo Gorky, Maffalda, Pablo Bispo)
2. Seu crime – 2:34 (Thomas Wesley Pentz, Henry Agincourt Allen, Philip Meckseper, Pablo Bispo, Arthur Marques, Maffalda, Zebu, Rodrigo Gorky)
3. Problema seu – 2:42 (Alice Caymmi, Pablo Bispo, Maffalda, Zebu, Rodrigo Gorky, Noize Men, Arthur Marques)
4. Disk Me – 2:53 (Pablo Bispo, Maffalda, Zebu, Rodrigo Gorky, Diego Timbó, Arthur Marques)
5. Não vou deitar – 2:17 (Pablo Bispo, Maffalda, Zebu, Rodrigo Gorky, Arthur Marques)
6. Ouro (feat. Urias) – 2:33 (Pablo Bispo, Maffalda, Zebu, Rodrigo Gorky, Arthur Marques, Filip Nikolic)
7. Trago seu amor de volta (feat. Dilsinho) – 2:38 (Pablo Bispo, Maffalda, Zebu, Rodrigo Gorky, Arthur Marques)
8. Vai embora (feat. Ludmilla) – 2:37 (Pablo Bispo, Maffalda, Arthur Marques, Zebu, Rodrigo Gorky, Arthur Marques, Filip Nikolic)
9. No hablo español – 2:46 (Pablo Bispo, Maffalda, Zebu, Rodrigo Gorky, Arthur Marques, Filip Nikolic)
10. Miragem – 2:49 (Pablo Bispo, Maffalda, Arthur Marques, Zebu, Junior Fernandes, Kika Boom, Rodrigo Gorky)

## Formazione
Musicisti
- Pabllo Vittar – voce
- Will Bone – ottoni (tracce 1, 3, 7 e 9)
- Filip Nikolic – chitarra (tracce 2, 4, 6 e 9), basso (tracce 3, 6 e 10)
- Brabo Music Team – strumentazione, programmazione
- Urias – voce aggiuntiva (traccia 6)
- Dilsinho – voce aggiuntiva (traccia 7)
- Ludmilla – voce aggiuntiva (traccia 8)

Produzione
- Brabo Music Team – produzione
- Filip Nikolic – produzione aggiuntiva (tracce 1-5, 7 e 8), produzione (tracce 6, 9 e 10), missaggio
- Noize Men – produzione aggiuntiva (traccia 3)
- Junior Fernandes – produzione aggiuntiva (traccia 10)
- Diego Timbó – assistenza tecnica
- Chris Gehringer – mastering

## Successo commerciale
Não para não ha infranto il record per l'album di un artista brasiliano più riprodotto nelle prime 24 ore su Spotify. Nel 2019 è stato certificato platino dalla Pro-Música Brasil con oltre 80 000 unità totalizzate a livello nazionale.